# Jamal Alioui
Jamal Alioui (Saint-Étienne, 2 giugno 1982) è un allenatore di calcio ed ex calciatore marocchino, di ruolo difensore.

## Carriera

### Club
Ha esordito nella Serie A italiana il 31 agosto 2003 in Perugia-Siena 2-2.

### Nazionale
Alioui è stato capitano della suddetta nazionale alle Olimpiadi di Sydney 2000.
Ha fatto parte della nazionale marocchina dal 2003 al 2012 disputando 17 partite con essa.

## Statistiche

### Cronologia presenze e reti in Nazionale
| Cronologia completa delle presenze e delle reti in nazionale ― Marocco | Cronologia completa delle presenze e delle reti in nazionale ― Marocco | Cronologia completa delle presenze e delle reti in nazionale ― Marocco | Cronologia completa delle presenze e delle reti in nazionale ― Marocco | Cronologia completa delle presenze e delle reti in nazionale ― Marocco | Cronologia completa delle presenze e delle reti in nazionale ― Marocco | Cronologia completa delle presenze e delle reti in nazionale ― Marocco | Cronologia completa delle presenze e delle reti in nazionale ― Marocco |
| Data                                                                   | Città                                                                  | In casa                                                                | Risultato                                                              | Ospiti                                                                 | Competizione                                                           | Reti                                                                   | Note                                                                   |
| ---------------------------------------------------------------------- | ---------------------------------------------------------------------- | ---------------------------------------------------------------------- | ---------------------------------------------------------------------- | ---------------------------------------------------------------------- | ---------------------------------------------------------------------- | ---------------------------------------------------------------------- | ---------------------------------------------------------------------- |
| 15-11-2003                                                             | Meknes                                                                 | Marocco                                                                | 1 – 0                                                                  | Burkina Faso                                                           | Amichevole                                                             | -                                                                      |                                                                        |
| 19-11-2003                                                             | Casablanca                                                             | Marocco                                                                | 0 – 1                                                                  | Mali                                                                   | Amichevole                                                             | -                                                                      |                                                                        |
| 8-2-2004                                                               | Sfax                                                                   | Marocco                                                                | 3 – 1 dts                                                              | Algeria                                                                | Coppa d'Africa 2004 - Quarti di finale                                 | -                                                                      | 90+1’                                                                  |
| 31-3-2004                                                              | Sfax                                                                   | Marocco                                                                | 3 – 1                                                                  | Angola                                                                 | Amichevole                                                             | -                                                                      | 81’                                                                    |
| 17-8-2005                                                              | Rouen                                                                  | Marocco                                                                | 0 – 1                                                                  | Togo                                                                   | Amichevole                                                             | -                                                                      |                                                                        |
| 8-9-2007                                                               | Rouen                                                                  | Ghana                                                                  | 2 – 0                                                                  | Marocco                                                                | Amichevole                                                             | -                                                                      |                                                                        |
| 17-10-2007                                                             | Rabat                                                                  | Marocco                                                                | 2 – 0                                                                  | Namibia                                                                | Amichevole                                                             | -                                                                      | 68’                                                                    |
| 21-11-2007                                                             | Créteil                                                                | Marocco                                                                | 3 – 0                                                                  | Senegal                                                                | Amichevole                                                             | -                                                                      |                                                                        |
| 16-1-2008                                                              | Rabat                                                                  | Marocco                                                                | 2 – 1                                                                  | Angola                                                                 | Amichevole                                                             | -                                                                      |                                                                        |
| 6-9-2009                                                               | Lomé                                                                   | Togo                                                                   | 1 – 1                                                                  | Marocco                                                                | Qual. Mondiali 2010                                                    | -                                                                      |                                                                        |
| 30-3-2011                                                              | Marrakech                                                              | Marocco                                                                | 1 – 1                                                                  | Botswana                                                               | Amichevole                                                             | -                                                                      | 34’                                                                    |
| 4-6-2011                                                               | Marrakech                                                              | Marocco                                                                | 4 – 0                                                                  | Algeria                                                                | Qual. Coppa d'Africa 2012                                              | -                                                                      | 58’                                                                    |
| 10-8-2011                                                              | Dakar                                                                  | Senegal                                                                | 0 – 2                                                                  | Marocco                                                                | Amichevole                                                             | -                                                                      |                                                                        |
| 11-11-2011                                                             | Marrakech                                                              | Marocco                                                                | 0 – 1                                                                  | Uganda                                                                 | Amichevole                                                             | -                                                                      | 67’                                                                    |
| 13-11-2011                                                             | Marrakech                                                              | Marocco                                                                | 1 – 1                                                                  | Camerun                                                                | Amichevole                                                             | -                                                                      |                                                                        |
| 27-1-2012                                                              | Libreville                                                             | Gabon                                                                  | 3 – 2                                                                  | Marocco                                                                | Coppa d'Africa 2012 - 1º turno                                         | -                                                                      | 73’                                                                    |
| 31-1-2012                                                              | Libreville                                                             | Niger                                                                  | 0 – 1                                                                  | Marocco                                                                | Coppa d'Africa 2012 - 1º turno                                         | -                                                                      |                                                                        |
| Totale                                                                 |                                                                        | Presenze                                                               | 17                                                                     |                                                                        | Reti                                                                   | 0                                                                      |                                                                        |

## Palmarès

### Club

#### Competizioni nazionali
- Coppa di Lega francese: 1

Lione: 2000-2001
- Campionato francese: 2

Lione: 2001-2002, 2002-2003
- Supercoppa francese: 1

Lione: 2002
- Coppa Svizzera: 1

Sion: 2008-2009
- Campionato marocchino: 1

Wydad Casablanca: 2010

### Competizioni internazionali
- Coppa Intertoto UEFA: 1

Perugia: 2003